# Seiji Honda
Seiji Honda (本田 征治, 25 de febrer de 1976) és un exfutbolista del Japó.
Comença la seua carrera professional al Nagoya Grampus Eight el 1995. Ha jugat als clubs Bellmare Hiratsuka, Vissel Kobe i Thespa Kusatsu i es va retirar a finals de la temporada 2009.
L'abril de 1995, va ser seleccionat per la selecció nacional sub-20 del Japó per al Campionat Mundial juvenil de 1995.